# Victor Dumitrescu
Victor Dumitrescu (n. 25 septembrie 1924, Orăștie, Hunedoara, România – d. 15 martie 1997) a fost un fotbalist și antrenor secund român care a jucat pe postul de fundaș.
El a început fotbalul la 10 ani în orașul vecin Deva, jucând zece ani pentru Corvinul Deva. În 1946, s-a mutat la Sebeș, jucând pentru Surianul. După doi ani semnează cu Flacăra Mediaș. În 1951 este transferat la Steaua București. A jucat opt ani pentru club. Este inclus în echipa de aur a clubului de fotbal Steaua București. Este singurul jucător din echipa de aur a Stelei care nu a jucat pentru echipa națională de fotbal a României.
A fost locotenent colonel în Ministerul Apărării Naționale.

## Titluri
- De 3 ori Campion al României cu Steaua (1952, 1953, 1956)
- De 2 ori câștigător al Cupei României (1952, 1955)

## Distincții
- Medalia Muncii (3 septembrie 1962) „pentru contribuția adusă la dezvoltarea mișcării de cultură fizică și sport în Forțele Armate ale Republicii Populare Romîne, cît și pe plan național”[2]